# Course des Chamois
La course des Chamois est une course de montagne qui a lieu le premier dimanche de juillet à Saulxures-sur-Moselotte dans le département des Vosges.
La course principale propose un parcours entre 10 et 15 km, avec un dénivelé de 800 mètres, sur routes, chemins forestiers et sentiers.

## Histoire
Depuis sa création en 1978 avec 80 athlètes engagés, la course des Chamois a été organisée chaque année à Saulxures-sur-Moselotte.
En 2011, une nouvelle discipline s'est ajoutée au programme avec le Canicross : Mini (900 m), Jeunes (1 800 m) et Open (5 100 m).
En 2018, les organisateurs décident de remplacer la course par un trail.

## Palmarès
| Année | Distance | 1er                           | Temps          | 2e                               | 3e                         |
| ----- | -------- | ----------------------------- | -------------- | -------------------------------- | -------------------------- |
| 2013  | 14,4 km  | Mathieu Martinez France       | 1 h 3 min 41 s | Anthony Léon France              | Ludovic Laurent France     |
| 2012  | 14,4 km  | Charles Vannson France        | 1 h 1 min 39 s | Anthony Léon France              | Richard Musagirije Burundi |
| 2011  |          | Simon Munyutu France          | 55 min 2 s     | Audace Baguma Burundi            | Florian Léon France        |
| 2010  |          | Willy Nduwimana Burundi       | 57 min 10 s    | Égide Manirakiza Burundi         | Bouchaib Larhalmi Maroc    |
| 2009  |          | Macdonard Ondara Kenya        | 55 min 24 s    | Jean-Claude Niyonizigiye Burundi | Simon Kiilu Kenya          |
| 2008  |          | Jacob Kitur Kenya             | 54 min 15 s    | Simon Munyutu France             | Christophe Guibon France   |
| 2007  |          | Mushir Salim Jawher Allemagne | 53 min 9 s     | Simon Munyutu France             | John Ngeny Kenya           |